# Ramphonotus minax
Ramphonotus minax is een mosdiertjessoort uit de familie van de Calloporidae. De wetenschappelijke naam van de soort is, als Membranipora minax, voor het eerst geldig gepubliceerd in 1860 door Busk.